# Wiedersehen-Polka
Wiedersehen-Polka, op. 142, är en polka av Johann Strauss den yngre. Den framfördes första gången den 18 september 1853 i Wien.

## Historia
Strax före årsskiftet 1852/1853 kollapsade Johann Strauss den yngre efter att ha arbetat för mycket. För att återhämta sig avreste Strauss från Wien den 25 juli först till Bad Gastein nära Salzburg. Därifrån reste han vidare till kurorten Bad Neuhaus (dagens Celje i Slovenien) där han stannade till mitten av september (se även Neuhauser-Polka). Under tiden skötte hans bror Josef om orkestern hemma i Wien. Den 18 september stod det att läsa i Theatherzeitung: "I afton kommer Herr Kapellmästare Strauss, helt återställd efter sin sjukdom, att dirigera sin orkester för första gången i Ungers Casino." Vid tillfället framförde Strauss två nya kompositioner: Neuhauser-Polka och Wiedersehen-Polka. Den 20 september stod det att läsa i Theatherzeitung om konserten: "Kapellmästare Strauss, som framträdde inför publik för första gången sedan sin återkomst, framförde den specialkomponerade 'Wiedersehen-Polka' som mottogs med stormande applåder vilka aldrig tycktes sluta. Omkring 3000 människor hade infunnit sig för att välkomna sin älskade maestro..." Recensionen i Der Wanderer var något mer nyanserad: "Wiens älskling, Herr Kapellmästare Strauss, dirigerade orkestern växelvis med sin bror och hälsades entusiastiskt av den talrika publiken, vilket var ett glädjeuttryck av att se sin värderade konstnär stärkt till kropp och själ. Herr Strauss var synligt rörd av det varma välkomnandet."

## Om polkan
Speltiden är ca 2 minuter och 35 sekunder plus minus några sekunder beroende på dirigentens musikaliska tolkning.